# 시모코촌
시모코촌(下府村)은 시마네현 나카군에 있던 촌이다. 현재의 하마다시의 일부에 해당한다.

## 역사
- 1889년 4월 1일 - 정촌제 시행에 의해 나카군 시모코촌이 성립하였다.
- 1941년 8월 1일 - 가미코촌, 고쿠부촌과 합병해 고쿠후촌이 신설하여 폐지되었다.

## 참고문헌
- 角川日本地名大辞典 32 島根県
- 『市町村名変遷辞典』東京堂出版、1990年。